# Bashögdtjärnet
Bashögdtjärnet är en sjö i Arvika kommun i Värmland och ingår i Göta älvs huvudavrinningsområde. Sjön är 18 meter djup, har en yta på 0,021 kvadratkilometer och är belägen 276 meter över havet.